# 1992 en animation asiatique
Voir aussi: 1992 au cinéma - 1992 à la télévision
1991 en animation asiatique - 1992 en animation asiatique - 1993 en animation asiatique

## Principales diffusions au Japon

### Films
- 7 mars : Dragon Ball Z : Cent mille guerriers de métal
- 11 juillet : Dragon Ball Z : L’Offensive des cyborgs
- 18 juillet : Porco Rosso
- 29 août : Mobile Suit Gundam 0083 : Stardust Memory
- 12 décembre : Legend of the Galactic Heroes: Golden Wings

### OVA
- Dragon Ball Z : Réunissez-vous ! Le Monde de Gokû
- Tokyo Babylon
- Video Girl Ai